# Робітничий провулок (Київ)
Робітни́чий прову́лок — провулок у Святошинському районі м. Києва, селище Новобіличі. Пролягає від Рубежівської до Робітничої вулиці.

## Історія
Робітничий провулок виник у першій половині XX століття. 

## Зображення

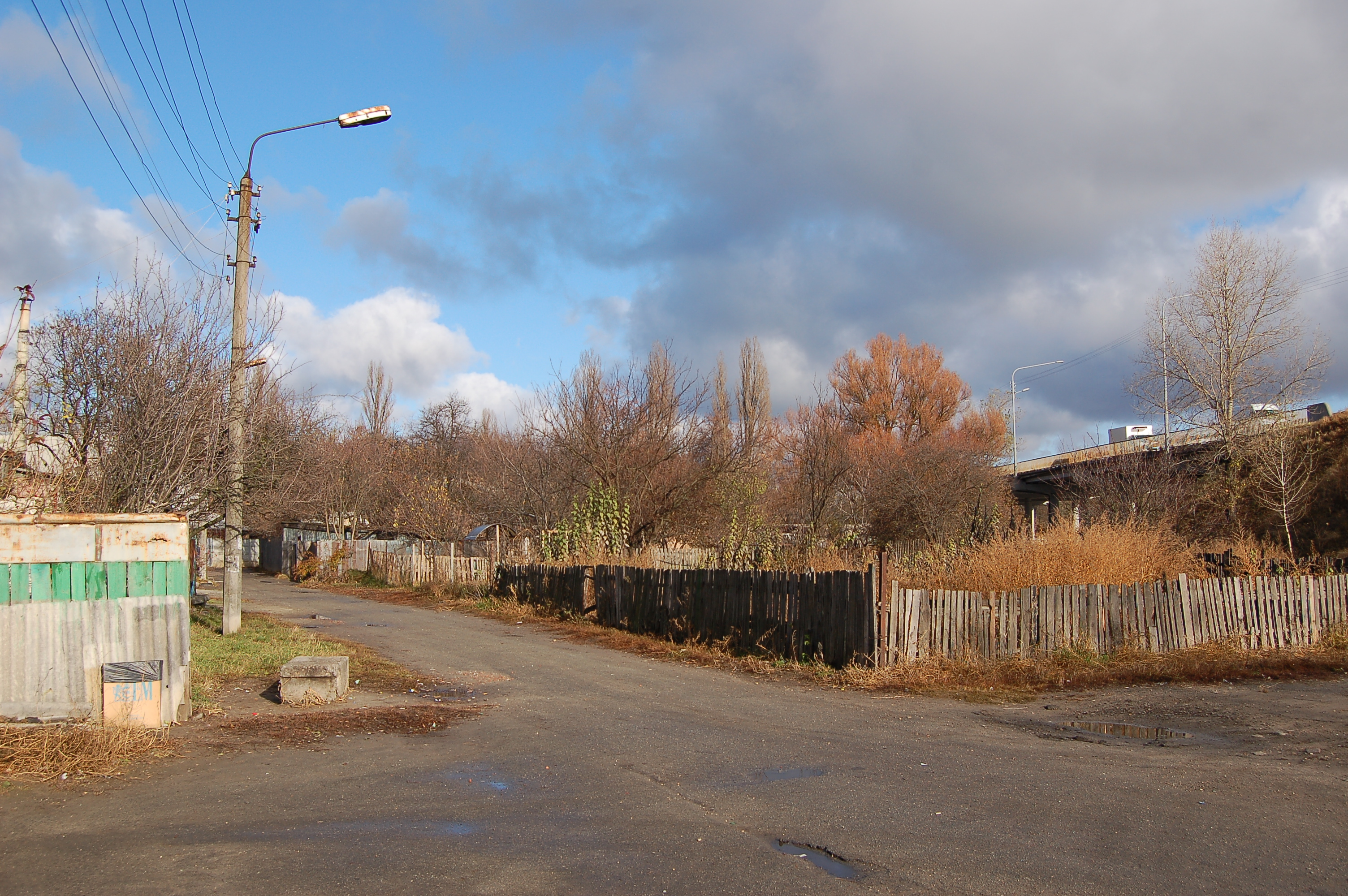